# Alina Perlowagora-Szumlewicz
Alina Perlowagora-Szumlewicz (Jedwabne, Polônia, 18 de dezembro de 1911 –  Rio de Janeiro, 21 de maio de 1997) foi uma cientista polonesa, filha de Herman e Sabina Perlowagora.

## Formação acadêmica
Formou-se em ciências naturais pela Universidade de Varsóvia, onde obteve o título de doutora em filosofia e trabalhou como pesquisadora associada do Instituto de Fisiologia Aplicada até 1939.

## Trajetória profissional
Diante da perseguição nazista aos judeus durante a Segunda Guerra Mundial, transferiu-se para o Brasil em 1942 e ingressou como pesquisadora associada no Serviço de Estudos e Pesquisas sobre a Febre Amarela da Fundação Rockefeller, com sede no Rio de Janeiro. Realizou importantes pesquisas sobre febre amarela, sendo responsável pela implantação do método de fixação do complemento para o diagnóstico dessa doença no Brasil. Em 1949 foi para o Instituto de Malariologia do Serviço Nacional de Malária, incorporado em 1956 ao Instituto Nacional de Endemias Rurais (INERu), para desenvolver pesquisas sobre o controle de moluscos vetores da esquistossomose através do uso de moluscicidas. Naturalizou-se brasileira em 1951. De 1962 a 1963 foi bolsista da União Pan-Americana e pesquisadora visitante do National Institutes of Health, lotada no Laboratório de Doenças Parasitárias do Instituto Nacional de Alergia e Doenças Infecciosas, em Bethesda, Maryland (Estados Unidos). Trabalhou no INERu até 1970, quando seu laboratório foi anexado a recém-criada Fundação Instituto Oswaldo Cruz (Fiocruz). Ainda em 1970 assumiu como pesquisadora titular o Laboratório de Biologia e Controle de Vetores da Doença de Chagas do INERu, localizado no bairro de Jacarepaguá, zona oeste do Rio de Janeiro. Nesse laboratório desenvolveu estudos sobre a importância de parâmetros biológicos para o planejamento de medidas de controle de barbeiros, controle químico desse vetor por meio do uso de inseticidas, controle integrando métodos biológicos, como o lançamento de machos estéreis, e controle químico no desenvolvimento de inseticidas. Na Fiocruz, entre as décadas de 1980 e 1990, atuou no Laboratório de Vetores da Doença de Chagas do Departamento de Entomologia e no Laboratório/Núcleo de Biologia de Vetores e de Interação Vetor/Parasito do Departamento de Medicina Tropical, ambos do Instituto Oswaldo Cruz.